# Borówno (powiat bydgoski)
Borówno – (niem. Luisensee) wieś sołecka w Polsce, położona w województwie kujawsko-pomorskim, w powiecie bydgoskim, w gminie Dobrcz, nad jeziorem Borówno (jezioro na Wysoczyźnie Świeckiej).
Wieś wzmiankowana po raz pierwszy około XVI wieku. W XVII wieku Borówno (Borowno) było własnością Żołędowskich. W XIX wieku zajmowało obszar 1785 mórg, natomiast mieszkańców było 94.
Jesienią 1940 roku w okopach pozostałych po działaniach wojny obronnej 1939 roku Niemcy zamordowali ok. 1 tysiąca osób. Byli to głównie mieszkańcy Bydgoszczy i pacjenci zakładu psychiatrycznego w Świeciu. Na południowym krańcu jeziora Borówno znajduje się mogiła zamordowanych.
W latach 1939–1945 położona była w okręgu Rzeszy Gdańsk-Prusy Zachodnie, w rejencji bydgoskiej (Regierungsbezirk Bromberg), w powiecie Chełmno (Kreis Kulm). W latach 1939 - 1942 dotychczasową nazwą wsi (i znajdującego się tam majątku) było Battlewo, lecz po przeprowadzonej zamianie nazw miejscowości w Okręgu Rzeszy Gdańsk-Prusy Zachodnie, w latach 1942 - 1945 nazywała się Bertholdsdorf.
W latach 1975–1998 miejscowość należała województwa bydgoskiego.
Znajduje się tutaj jezioro Borówno o pow. 43 ha. Nad jeziorem znajduje się ośrodek wypoczynkowy, plaża, a w centrum wsi (ul. Szkolna) przedszkole publiczne oraz szkoła podstawowa. 27 lipca 2015 roku otwarto nowo powstały ośrodek WOPR (koszt inwestycji 1,7 mln zł).
Usytuowany jest tutaj nieczynny cmentarz ewangelicki.
We wsi znajduje się pomnik przyrody w formie dębowej alei przydrożnej. W chwili powołania aleja zawierała 245 szt. drzew o obwodach od 100 do 380 cm. Drzewa rosną wzdłuż drogi znajdującej się do 2022 w ciągu drogi krajowej nr 5.
W 2021 roku, nad budowaną drogą ekspresową S5, powstało jedno z większych w Polsce przejść dla zwierząt o długości prawie 122 m i szerokości blisko 52 m. Ponadto powstał tu klasyczny wiadukt drogowy o długości 96 m i szerokości 16 m (próba obciążeniowa miała miejsce 17 listopada 2021).

## Sport
W Borównie odbywają się nieprzerwanie od 2008 roku zawody triathlonowe. Na miejscowym jeziorze zawodnicy płyną, a następnie jadą rowerem i biegną. Rywalizacja rozgrywana jest w konkurencjach:
- Half-Ironman (Ironman 70.3): 1,9 km pływania / 90 km jazdy rowerem / 21 km biegu
- Ironman: 3,8 km pływania / 180 km jazdy rowerem / 42 km biegu
- sztafeta Ironman: 3,8 km pływania / 180 km jazdy rowerem / 42 km biegu
- sztafeta Half-Ironman (Ironman 70.3): 1,9 km pływania / 90 km jazdy rowerem / 21 km biegu

Zawody odbywają się pod nazwą Triathlon Polska Bydgoszcz-Borówno. Organizatorem jest Towarzystwo Sportowe „TRI SPORT” z Niemcza.

## Galeria

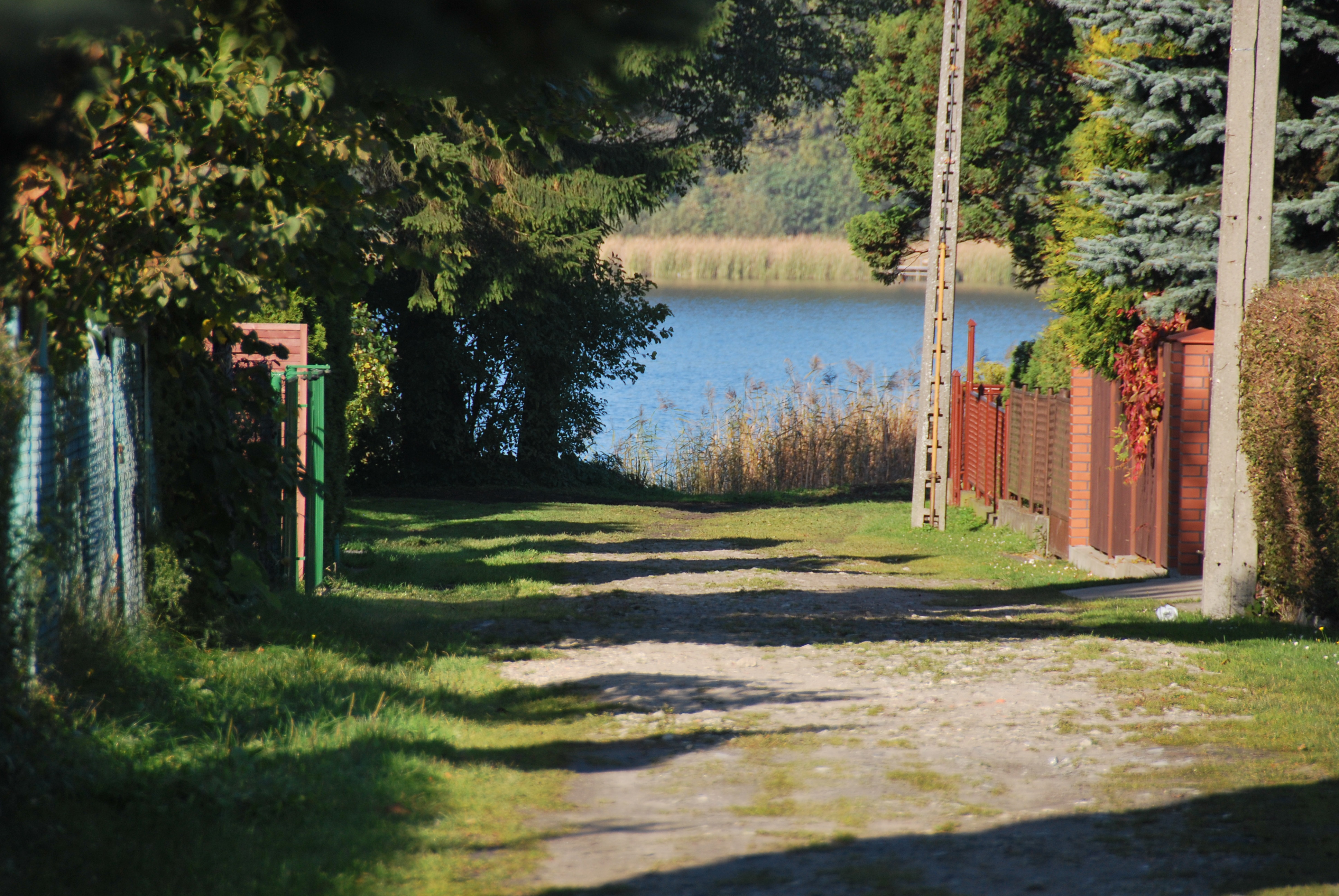
Widok z ul. Polnej na jezioro
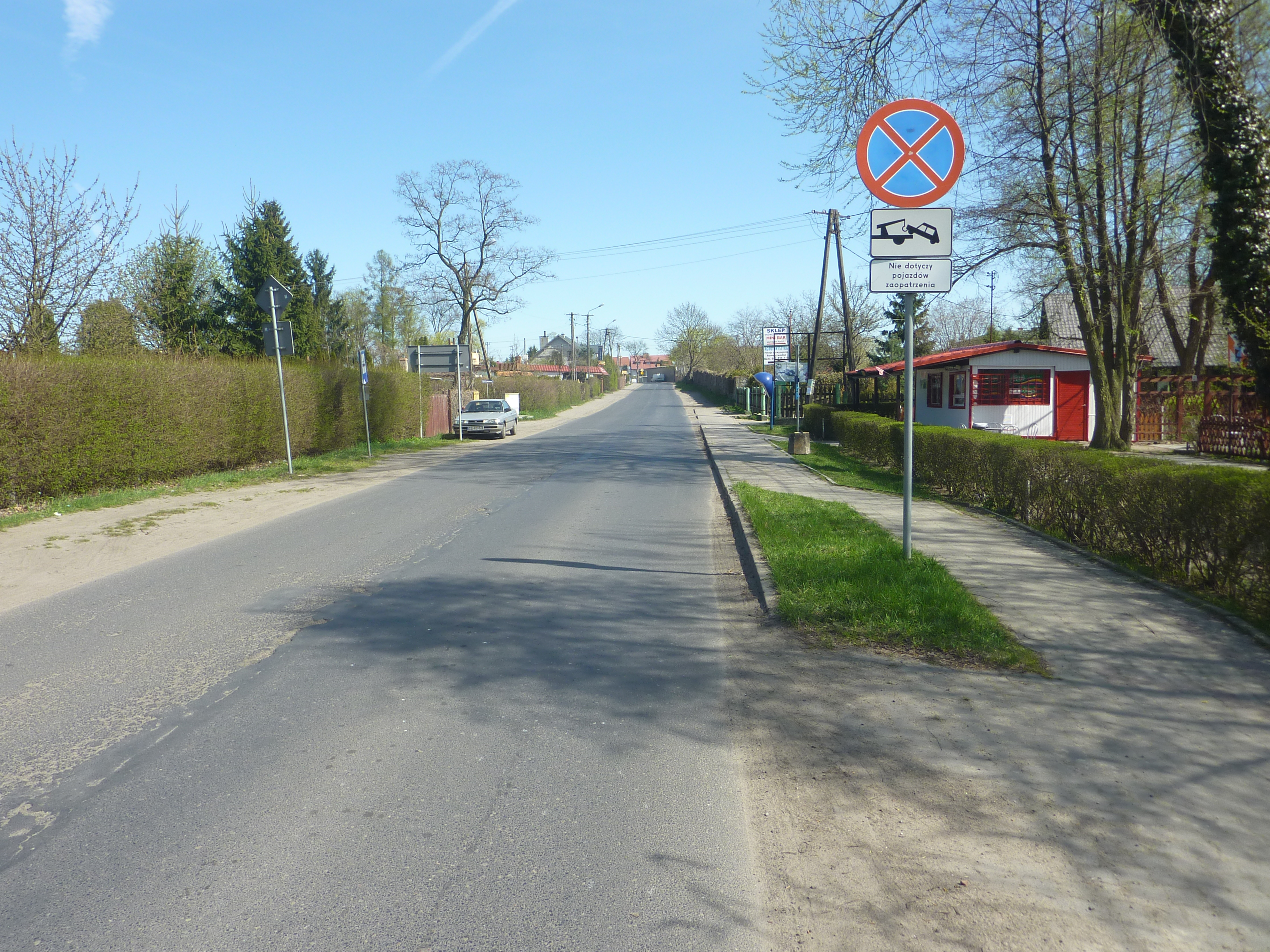
Widok na ul. Spacerową